# 胡杨街道
胡杨街道，是中华人民共和国新疆维吾尔自治区胡杨河市下属的一个街道。

## 行政区划
胡杨街道下辖以下地区：
虚拟社区。